# Lhotka (Jihlava)
Lhotka é uma comuna checa localizada na região de Vysočina, distrito de Jihlava.